# Feel Like Dance
Singles de Globe
Joy to the Love
(1995)
Feel Like Dance (en fait titré : Feel Like dance) est le premier single du groupe Globe.

## Présentation
Le single, écrit, composé et produit par Tetsuya Komuro, sort le 9 août 1995 au Japon sur le label Avex Globe de la compagnie Avex, au format mini-CD single de 8 cm de diamètre (alors la norme pour les singles dans ce pays). Il atteint la 3e place du classement des ventes de l'Oricon, et reste classé pendant 24 semaines. Il se vend à près de 900 000 exemplaires, et restera le quatrième single le plus vendu du groupe.
La chanson-titre du single est utilisée comme générique du drama Hitori ni Shinaide ; sa version instrumentale ("TV Mix") figure aussi sur le single, ainsi qu'une version remixée ("Club Mix"). Elle figurera sur le premier album homonyme du groupe, Globe, qui sortira huit mois plus tard, ainsi que par la suite sur ses compilations Cruise Record de 1999, 8 Years: Many Classic Moments de 2002, Globe Decade de 2005, Complete Best Vol.1 de 2007. 
Elle sera aussi remixée sur ses albums de remix First Reproducts de 1999, Euro Global de 2000, Global Trance 2 de 2002, Global Trance Best de 2003, House of Globe et Ragga Globe de 2011, EDM Sessions de 2013.

## Liste des titres
Toutes les chansons sont écrites, composées et arrangées par Tetsuya Komuro, et mixées par Dave Ford.
| CD    | CD                                                   | CD                    | CD    | CD | CD | CD | CD | CD | CD |
| No    | Titre                                                | Description           | Durée |    |    |    |    |    |    |
| ----- | ---------------------------------------------------- | --------------------- | ----- | -- | -- | -- | -- | -- | -- |
| 1.    | Feel Like Dance (Original Mix) (Feel Like dance ...) | Version originale     | 5:57  |    |    |    |    |    |    |
| 2.    | Feel Like Dance (Club Mix) (Feel Like dance ...)     | Version remixée       | 6:40  |    |    |    |    |    |    |
| 3.    | Feel Like Dance (TV Mix) (Feel Like dance ...)       | Version instrumentale | 5:53  |    |    |    |    |    |    |
| 18:30 |                                                      |                       |       |    |    |    |    |    |    |